# پارک ملی گان هاشلوشا

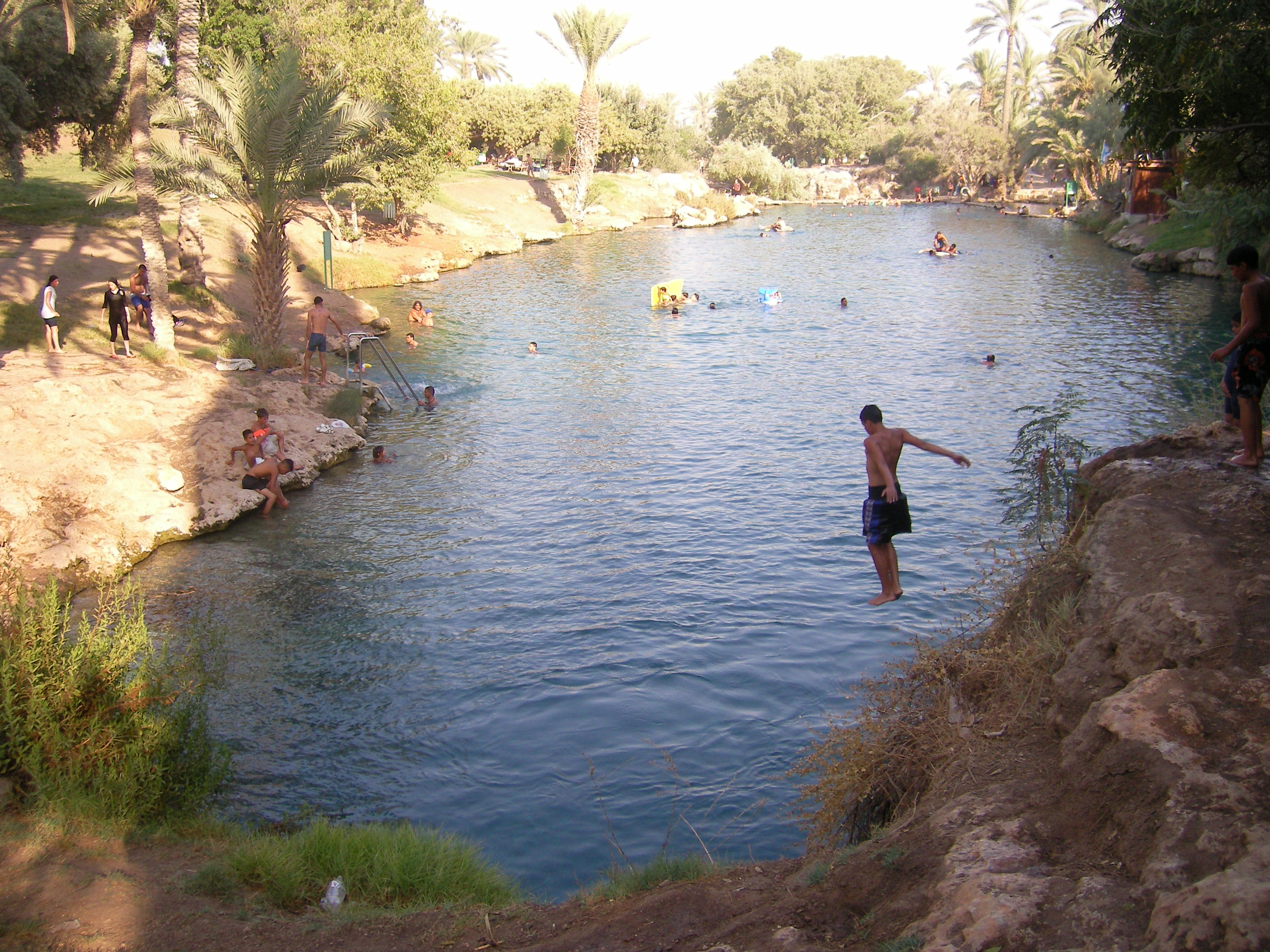
پارک ملی گان هاشلوشا

پارک ملی گان هاشلوش (به عبری: גן השלושה) یکی از پارک‌های ملی در اسرائیل است. پارک ملی گان هاشلوشا در نزدیکی شهر بیت‌شئان در استان شمال واقع شده‌است.